# Álvaro de Luna y Sarmiento
Álvaro de Luna y Sarmiento fue Gobernador y Capitán General de Cuba entre 1639 a 1647.

## Biografía
En 1639, Álvaro de Luna y Sarmiento fue nombrado gobernador y Capitán General de Cuba. Tras llegar al gobierno cubano, se encontró con la reactivación comercial cubana y la llegada de los situados de forma regurar al archipiélago, gracias al abandono de los piratas holandeses del mar antillano.
Sarmiento culpó al anterior gobernador de Cuba, Francisco Riaño y Gamboa, de haber mal abastecido La Habana, de aceptar regalos y de no pagar a la guarnición presente en La Habana, por lo que el exgobernador fue multado a pagar 460 ducados. 
Por otro lado, las posibles invasiones portuguesa y holandesa en La Habana, hicieron que Sarmiento reforzara las fortalezas de La Habana y que hiciera terminar las obras que habían quedado inconclusas desde enero de 1635, tales como las de las dos torres existentes en las desembocaduras de Chorrera y Cojimar, siendo incorporadas en ellas guarniciones y piezas de artillería. Además, expuso al Rey un plan para defender la capital cubana de los ataques holandeses.
Sarmiento fue destituido en 1647.